# Black (cráter)

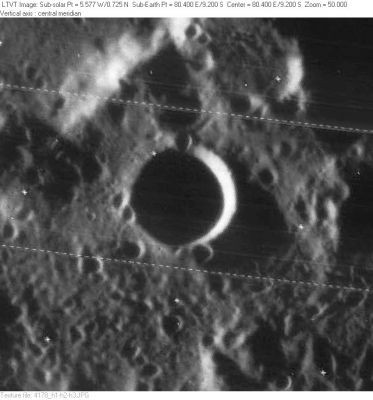
Fotografía de la misión Lunar Orbiter 4

Black es un pequeño cráter de impacto lunar que se encuentra justo al sureste de la meseta del cráter Kästner. Al sursudoeste se halla el cráter Ansgarius, y al este se localiza el pequeño cráter Dale. Está situado cerca de la extremidad oriental de la Luna, justo al suroeste del Mare Smythii.

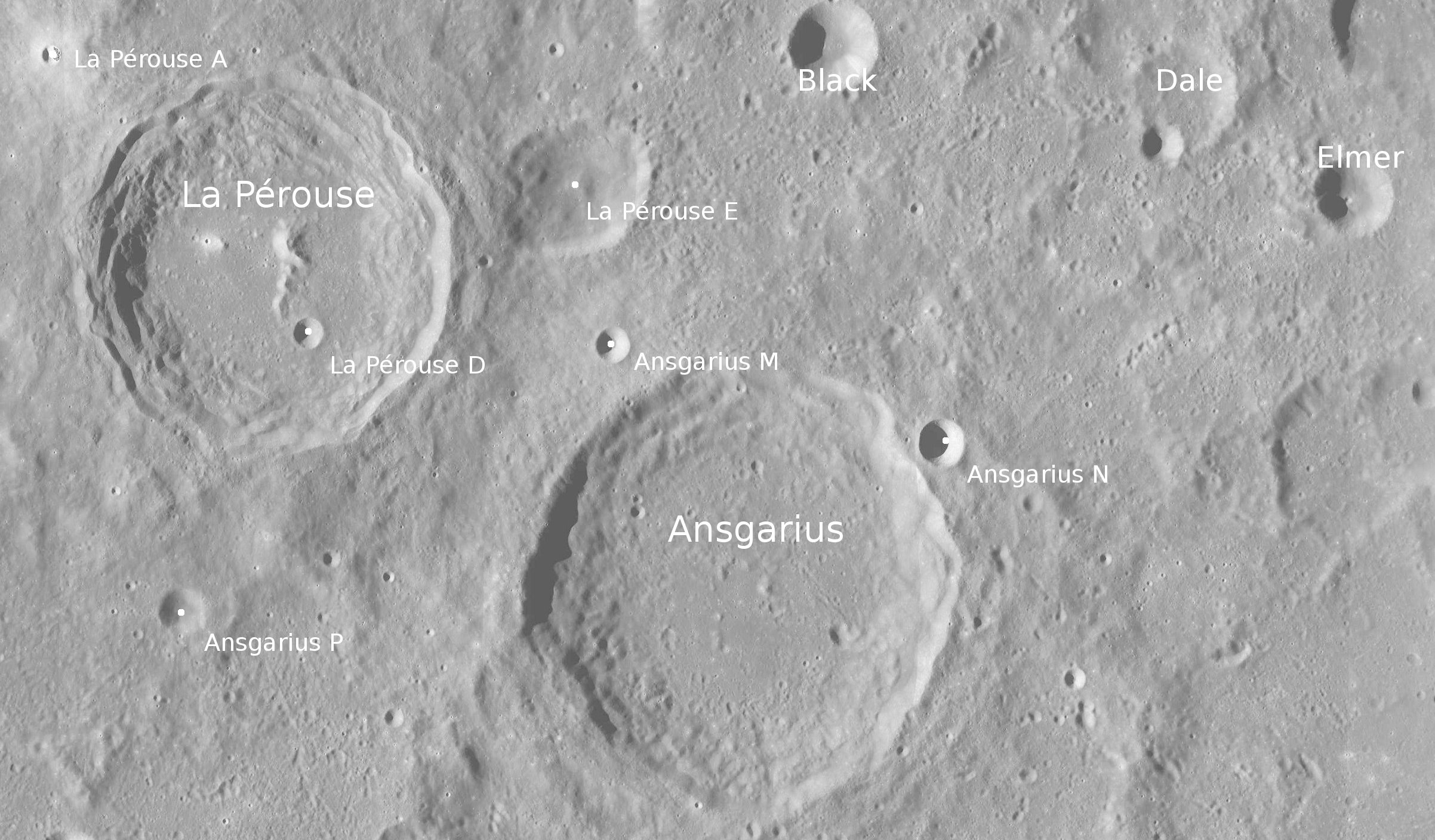
Fotografía de la misión Lunar Reconnaissance Orbiter, con Black arriba en el centro

Black es circular y con un borde bien definido; las paredes interiores se inclinan hacia la pequeña plataforma interior. No está particularmente marcado por la erosión o por impactos. La pared noroeste está separada del borde de Kästner por menos de un diámetro de distancia. Este cráter fue designado anteriormente Kästner F antes de que fuera renombrado por la UAI.